# John Hickenlooper
John Wright Hickenlooper Jr. (ur. 7 lutego 1952 w Narberth) – amerykański polityk, przedsiębiorca, działacz Partii Demokratycznej.

## Życiorys

### Dzieciństwo, młodość i działalność gospodarcza
Urodził się jako najmłodszy z czwórki rodzeństwa. W 1974 roku ukończył filologię angielską na Wesleyan University. W 1980 roku ukończył geologię na tym samym uniwersytecie. Hickenlooper przeniósł się do Kolorado w 1981 roku, aby móc kontynuować karierę geologa. Zmiany rynkowe 1986 roku spowodowały utratę pracy i zawodu.
W 1988 roku otworzył Wynkoop Brewing Company, pierwszy browar w stanie Kolorado. Łącznie otworzył 15 browarów i restauracji, głównie w regionie Midwest.

### Kariera polityczna
Od 2003 do 2011 był burmistrzem Denver. W 2005 roku został uznany jednym z pięciu najlepszych burmistrzów dużych miast przez tygodnik Time.
W 2010 roku został pierwszym gubernatorem stanu Kolorado, będącym do dnia zaprzysiężenia burmistrzem Denver od 120 lat. W 2014 roku uzyskał reelekcję. Od 11 stycznia 2011 do 9 stycznia 2019 pełnił funkcję przewodniczącego Narodowego Stowarzyszenia Gubernatorów.
Początkowo zamierzał wystartować w prawyborach prezydenckich Partii Demokratycznej w 2020 roku, lecz 15 sierpnia 2019 ogłosił, że rezygnuje z udziału w prawyborach.
22 sierpnia 2019 ogłosił swój start w wyborach do Senatu USA w Kolorado. Zwyciężył zarówno w prawyborach Partii Demokratycznej, jak i w wyborach powszechnych.

## Wyniki wyborcze
| Rok  | Komitet wyborczy             | Komitet wyborczy     | Organ              | Okręg              | Wynik           |
| ---- | ---------------------------- | -------------------- | ------------------ | ------------------ | --------------- |
| 2003 |                              | Partia Demokratyczna | Burmistrz Denver   | –                  | 49 185 (43,33%) |
| 2003 | 69 526 (64,58%)              | Partia Demokratyczna | Burmistrz Denver   | –                  |                 |
| 2007 | 67 943 (87,26%)              | Partia Demokratyczna | Burmistrz Denver   | –                  |                 |
| 2010 | Gubernator Kolorado          | Partia Demokratyczna | 915 436 (51,05%)   | –                  |                 |
| 2014 | Gubernator Kolorado          | Partia Demokratyczna | 1 006 433 (49,30%) | –                  |                 |
| 2020 | Senator Stanów Zjednoczonych | Partia Demokratyczna | Kolorado           | 1 731 114 (53,50%) |                 |